# Armando Reyes
Armando Reyes (né le 29 juillet 1981 au Nicaragua) est un joueur de football international nicaraguayen, qui évolue au poste de milieu de terrain.

## Biographie

### Carrière en club
Armando Reyes joue en faveur du Deportivo Bluefields, puis du Diriangén Fútbol Club, et enfin du Deportivo Walter Ferreti.

### Carrière en sélection
Armando Reyes reçoit 18 sélections en équipe du Nicaragua entre 2003 et 2010, inscrivant un but. Toutefois, seulement 17 sélections sont officiellement reconnues par la FIFA.
Il marque son seul et unique but en sélection le 24 janvier 2009, contre le Honduras. Malgré tout, le Nicaragua s'incline sur le score de 4-1.
Il participe avec l'équipe du Nicaragua à la Gold Cup 2009 organisée aux États-Unis.

## Palmarès
| Diriangén - Championnat du Nicaragua (1) : - Champion : 2005-06. |  | Deportivo Walter Ferreti - Championnat du Nicaragua (1) : - Champion : 2014-15. |